# Petrognathini
Petrognathini – plemię chrząszczy z rodziny kózkowatych i z podrodziny zgrzypikowych. 

## Zasięg występowania
Przedstawiciele tego plemienia występują w Azji Płd.-Wsch. Chinach, Indiach, Afryce Środkowej i Zachodniej oraz na Madagaskarze.

## Systematyka
Do Petrognathini zalicza się 15 gatunków zgrupowanych w 10 rodzajach:
- Capitocrassus
- Elongatohomelix
- Falsimalmus
- Ioesse
- Ithocritus
- Lentalius
- Paratragon
- Petrognatha
- Pseudapriona
- Trenetica